# 유타 해변
유타(Utah)는 1944년 6월 6일 제2차 세계 대전 중 독일이 점령한 프랑스 노르망디에서 연합군의 침공 작전인 오버로드 작전(D-Day) 중 하나로, 다섯 개의 상륙 해안 중 하나다. 노르망디의 다섯 개 해안 중 가장 서쪽에 위치한 유타 해변은 도브강과 비르강의 강어귀 서쪽 코탕탱반도에 위치해 있다. 유타 해변으로 상륙하는 작전은 미국 육군이 담당했으며, 미국 해군과 해안경비대는 해상 수송, 기뢰 제거 및 해상 포격 지원을 제공했으며, 영국, 네덜란드 및 기타 연합국 해군의 부대도 이 작전에 참여했다.
유타 해변에서의 목표는 코탕탱반도에 교두보를 확보하는 것이었으며, 이곳에는 중요한 항구 시설이 있는 셰르부르가 위치해 있다. 상륙 작전은 주로 미군 제4보병사단과 제70전차대대에 의해 수행되었고, 제82공수사단과 제101공수사단의 공수 작전이 지원되었다. 목표는 코탕탱반도를 신속히 봉쇄하고 독일군이 셰르부르로 증원하는 것을 막아 항구를 최대한 빨리 점령하는 것이었다. 유타 해변은 동쪽 측면의 소드 해변과 함께 1943년 12월에 침공 계획에 추가되었다. 이러한 변화는 침공의 전선을 두 배로 넓혔고, 추가 상륙정과 병력을 영국에 집결시키기 위해 작전을 한 달간의 지연시켜야 했다. 유타를 공격한 연합군은 제709고정보병사단의 일부인 제919척탄병연대의 두 개 대대와 맞섰다. 1943년 10월부터 에르빈 롬멜 원수의 지휘 하에 유타 해변에도 요새화 작업이 진행되어 해안 방어가 개선되었지만, 해당 지역을 방어하도록 배치된 병력은 대부분 장비가 열악한 비독일인 징집병이었다.
유타 해변에서의 침공 작전은 새벽 1시 30분에 시작되었다. 첫 번째 공수부대가 도착하여 생메르에글리즈의 주요 교차로를 확보하고, 유타 해변 뒤의 침수된 농지를 관통하는 도로를 통제하여 보병이 내륙으로 진격할 수 있도록 하는 임무를 맡았다. 일부 공수 목표는 신속히 달성되었지만, 많은 낙하산병들이 투하 지점에서 멀리 떨어진 곳에 착륙하여 첫날 목표를 달성하지 못했다. 해변에서는 보병과 전차가 오전 6시 30분부터 네 번에 걸쳐 상륙하여 최소한의 사상자로 신속히 인근 지역을 확보했다. 한편, 공병들은 장애물과 지뢰를 제거하는 작업에 착수했고, 추가 병력도 계속해서 도착했다. 디데이가 끝날 무렵, 연합군은 계획된 지역의 절반만을 점령했고 독일 방어군 일부가 남아 있었지만, 교두보는 확보된 상태였다.
제4 보병사단 소속 21,000명의 병력이 유타 해변에 상륙했으며, 사상자는 단 197명에 불과했다. 낙하산과 글라이더로 도착한 공수부대는 추가로 14,000명이었고, 이 중 2,500명이 사상자였다. 공병 부대, 제70 전차대대, 적에 의해 침몰된 해상 선박에서는 약 700명이 사망했다. 독일군의 손실은 알려져 있지 않다. 셰르부르는 6월 26일에 점령되었으나, 이때까지 독일군이 항구 시설을 파괴해 9월이 되어서야 완전한 운영이 가능했다.